# Matt Biondi
Matthew Nicholas "Matt" Biondi (født 8. oktober 1965 i Palo Alto, Californien, USA) er en tidligere amerikansk svømmer, og otte-dobbelt olympisk guldvinder. Han specialiserede sig i disciplinen fristik, men vandt også enkelte medaljer i butterfly.
Biondi svømmede og spillede vandpolo på University of California, og opnåede her gode resultater i de amerikanske college-svømmekonkurrencer. Overraskende kvalificerede han sig til at svømme butterfly-stintet for det amerikanske hold ved 4x100 meter medley-konkurrencen under OL i 1984 i Los Angeles. Her blev han en del af et guldvindende og verdensrekordsættende amerikansk hold, og sikrede sig dermed sin første OL-triumf.
Efter at have vundet tre guldmedaljer ved de VM i 1986 blev OL i 1988 i Seoul Biondis store stjernestund. Han sikrede sig hele fem guldmedaljer ved legene, i henholdsvis 50 og 100 meter fri individuelt, og som en del af det amerikanske stafethold på både 4x100 meter fri, 4x200 meter fri og 4x100 meter medley. Derudover blev det også til en sølvmedalje i 100 meter butterfly og en bronze i 200 meter fri. Dermed tangerede han med syv medaljer Mark Spitz' rekord fra OL i 1972 i flest opnåede medaljer ved ét OL. En rekord der dog senere er blevet overgået af Michael Phelps.
Ved VM i 1991 vandt Biondi yderligere tre guldmedaljer, og ved OL i 1992 i Barcelona, hans tredje og sidste OL, vandt han sin syvende og ottende OL-guldmedalje. De blev begge sikret som deltager på det amerikanske stafethold i henholdsvis 4x100 meter fri og 4x100 meter medley.
Udover de mange medaljer ved forskellige mesterskaber satte Biondi gennem karrieren også individuel verdensrekord på både 50 og 100 meter fristil. Han blev i både 1986 og 1988 desuden kåret til Årets Svømmer i Verden af Swimming World Magazine.
Biondi er efter sit karrierestop blev gift og har fået tre børn. Han har arbejdet som motivator i virksomhedssammenhæng, og er blevet uddannet lærer. Han bor i dag på Hawaii, hvor han underviser i matematik.

## OL-medaljer
- 1984:  Guld i 4x100 meter fristil med USA
- 1988:  Guld i 50 meter fristil
- 1988:  Guld i 100 meter fristil
- 1988:  Guld i 4x100 meter fristil med USA
- 1988:  Guld i 4x200 meter fristil med USA
- 1988:  Guld i 4x100 meter medley med USA
- 1988:  Sølv i 100 meter butterfly
- 1988:  Bronze i 200 meter fristil
- 1992:  Guld i 4x100 meter fristil med USA
- 1992:  Guld i 4x100 meter medley med USA
- 1992:  Sølv i 50 meter fristil

## VM-medaljer
- VM i svømning 1986:  Guld i 100 meter fristil
- VM i svømning 1986:  Guld i 4x100 meter fristil med USA
- VM i svømning 1986:  Guld i 4x100 meter medley med USA
- VM i svømning 1986:  Sølv i 100 meter butterfly
- VM i svømning 1986:  Bronze i 50 meter fristil
- VM i svømning 1986:  Bronze i 200 meter fristil
- VM i svømning 1986:  Bronze i 4x200 meter fristil med USA
- VM i svømning 1991:  Guld i 100 meter fristil
- VM i svømning 1991:  Guld i 4x100 meter fristil med USA
- VM i svømning 1991:  Guld i 4x100 meter medley med USA
- VM i svømning 1991:  Sølv i 50 meter fristil